# Svante Gustafsson Banér
Svante Gustafsson Banér, född 1583 på Djursholms slott, död i bältros i Riga 1628, var ett svenskt riksråd.
Hans föräldrar var Gustav Axelsson Banér (1547-1600) och hans maka Kristina Svantesdotter Sture.
Svante G. Banér gifte sig i Djursholm 28 augusti 1617 med Ebba Grip från Mauritzbergs slott i Östergötland. Djursholms gods hade efter Gustav Axelsson Banérs dödsdom dragits in till kronan som extra straff men delar av godset återgick 1603 till änkan Kristina och 1612 återgick resterande till Svante Gustafsson Banér som på det sättet, genom sitt giftermålet med Ebba Grip, kom att inneha tre stora lantegendomar i Sverige; Djursholms gods, Lidingölandet (som tillhörde Djursholms gods) och Mauritzberg. Under åren 1614-28 hade han också Korsholms kungsgård i Österbotten som förläning, liksom sin far. Svante G. Banér blev riksråd och fick tjänst i Riga som guvernör. I samband med dessa utnämningar erhöll han också bland annat tre slottsegendomar i Livland och ett antal egendomar i Ingermanland. År 1624 ledde han Prinsessan Kristina Augustas likfärd.
Ebba Grip och Svante G. Banér fick sammanlagt sju barn varav tre dog tidigt. Deras förstfödda var dottern Sigrid som föddes på Djursholms slott 1618. En av sönerna var Svante Svantesson Banér (1624-1674).
Genom att Svante G. Banér tidigt blev placerad i Riga och avled redan 1628 vid 45 års ålder fick hans hustru Ebba ta hand både barn och gods själv vilket hon också gjorde med stor framgång i över 40 år.
Han ligger begravd i en gravtumba i Danderyds kyrka.